# Ріо Гранде Веллі
ФК «Ріо Гранде Веллі Торос» (англ. Rio Grande Valley Football Club Toros) — американський футбольний клуб з Единбургу, Техас, заснований у 2015 році. Виступає в USL. Домашні матчі приймає на стадіоні «H-E-B Парк», місткістю 9 735 глядачів.
Є фарм-клубом «Х'юстон Динамо» та виступає у Західній конференції USL.